# Chaperon (Architektur)

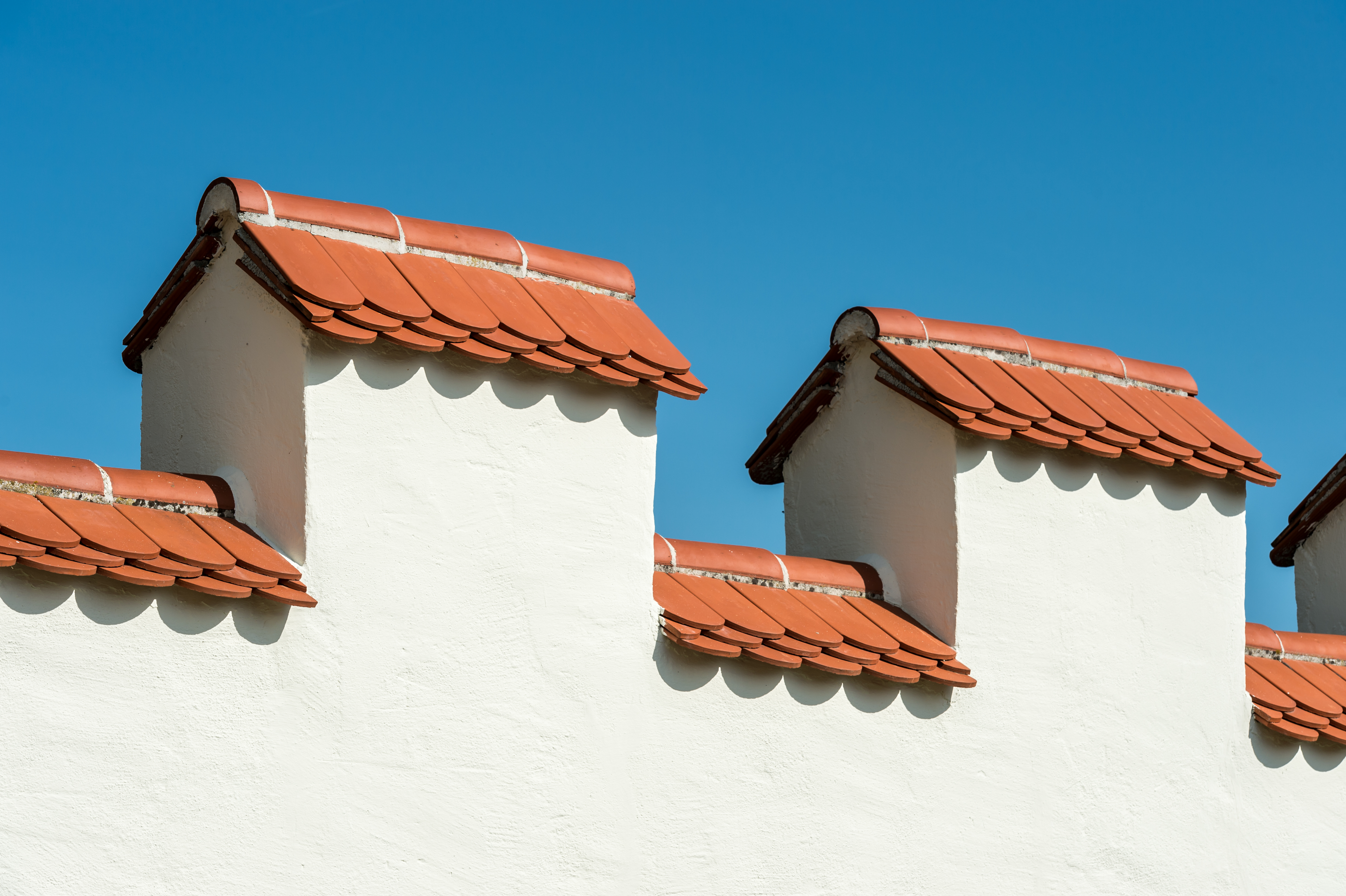
Zinnenbekrönte Mauer mit Chaperon-Abdeckungen aus Biberschwanzziegeln

Chaperon stammt als Fachbegriff der Architektur aus dem Französischen (chaperon = Haube) und bezeichnet allgemein bei einer freistehenden Garten- oder Grenzmauer die Abdeckung der Mauerkrone, speziell aber eine nach zwei Seiten abfallende Mauerabdeckung. Bei nebeneinander liegenden Grundstücken bildet dann der First der Abdeckung die Grenzlinie.

Der klassische Chaperon hat den Querschnitt eines kleinen Satteldachs und wird aus wetterbeständigen Dachziegeln, Formsteinen oder Steinplatten (neuerdings auch aus Beton und Blech) gebildet, die seitlich an der Traufe mit Tropfkante etwas überstehen.

Beispiele
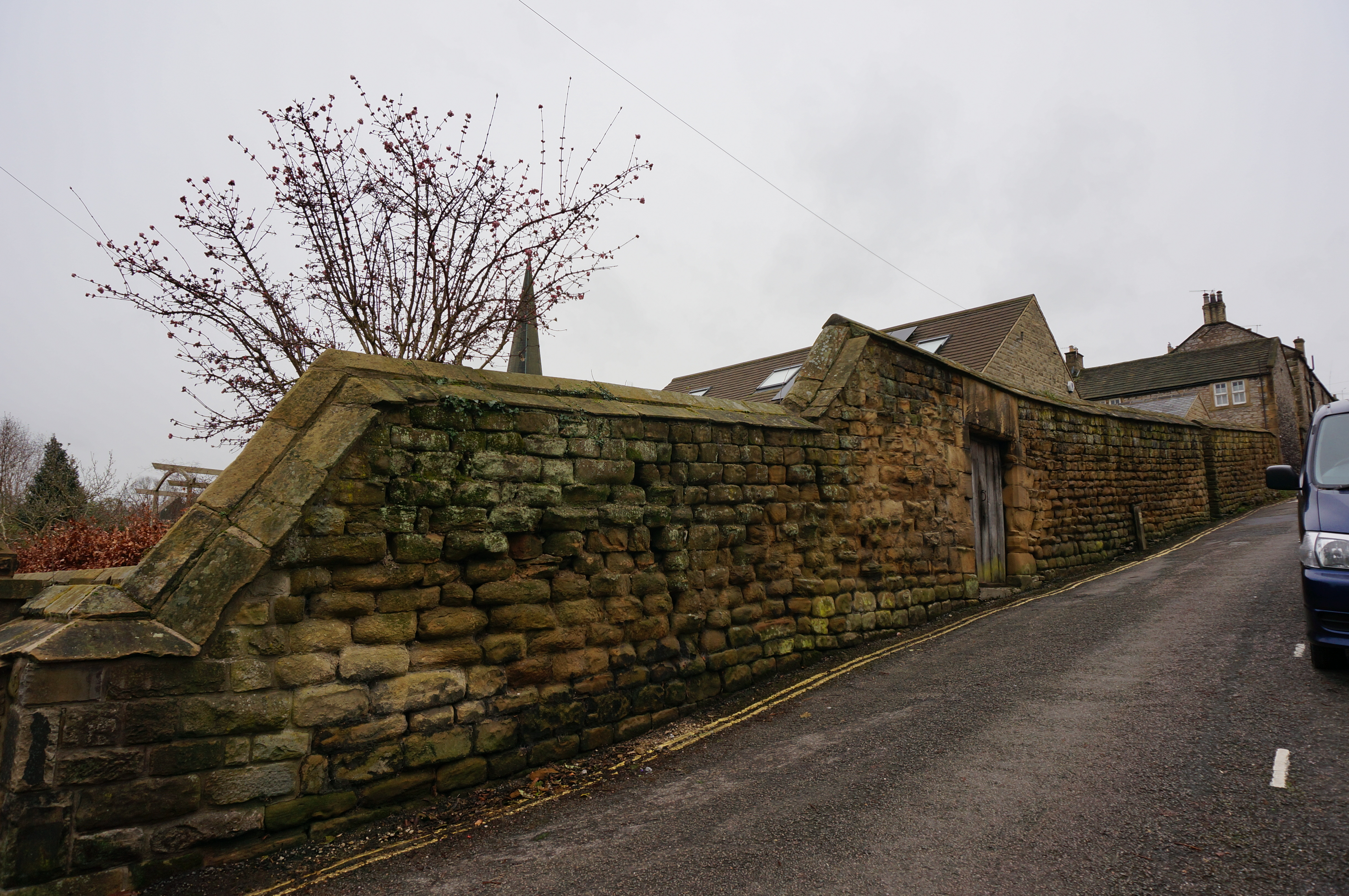
Einfriedungsmauer mit Chaperon aus Naturstein als Abdeckung
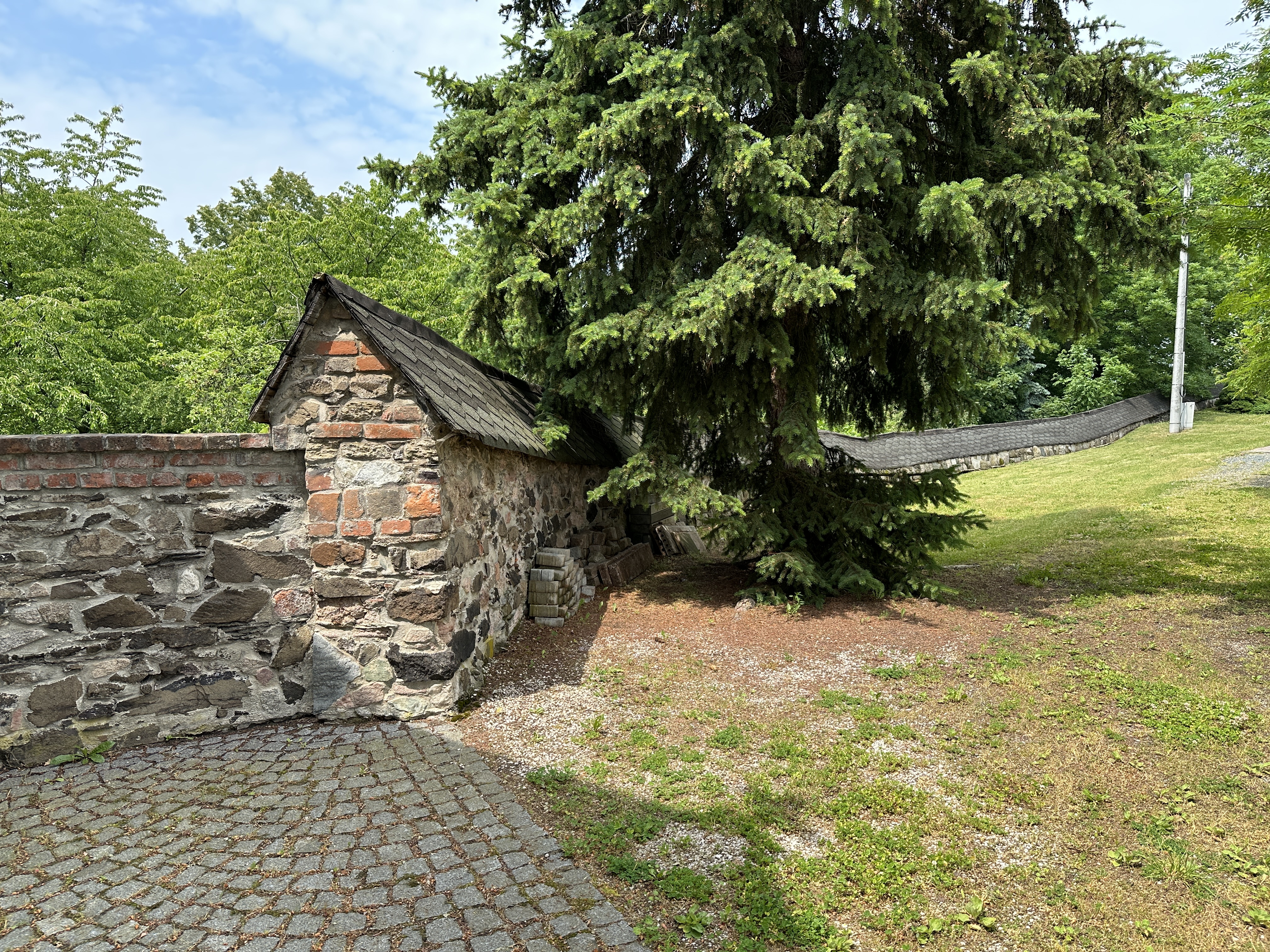
Einfriedungsmauer mit Chaperon aus Biberschwanzziegeln
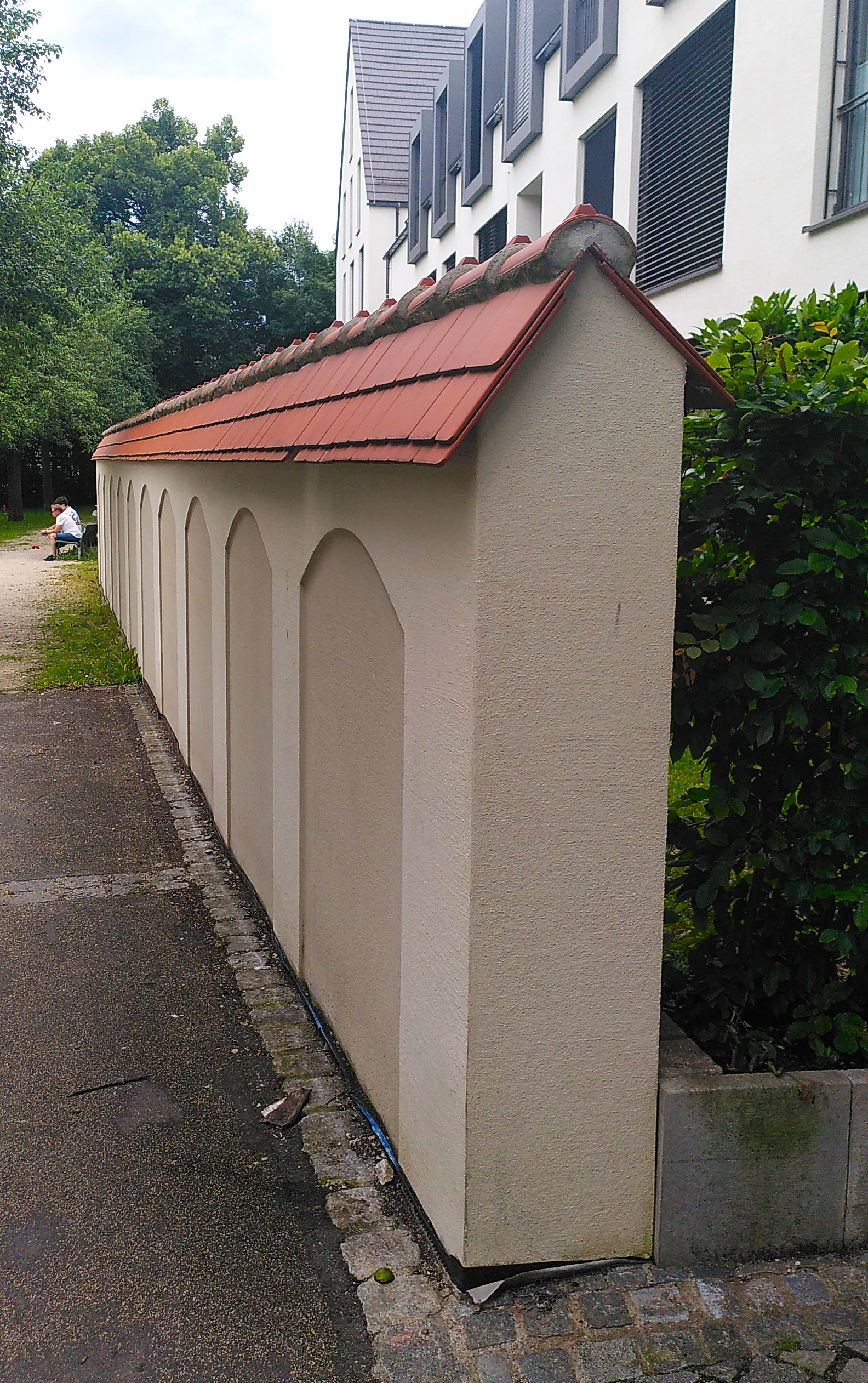
Einfriedungsmauer mit Chaperon aus Biberschwanzziegeln (Lustgarten am Kloster Wiblingen)
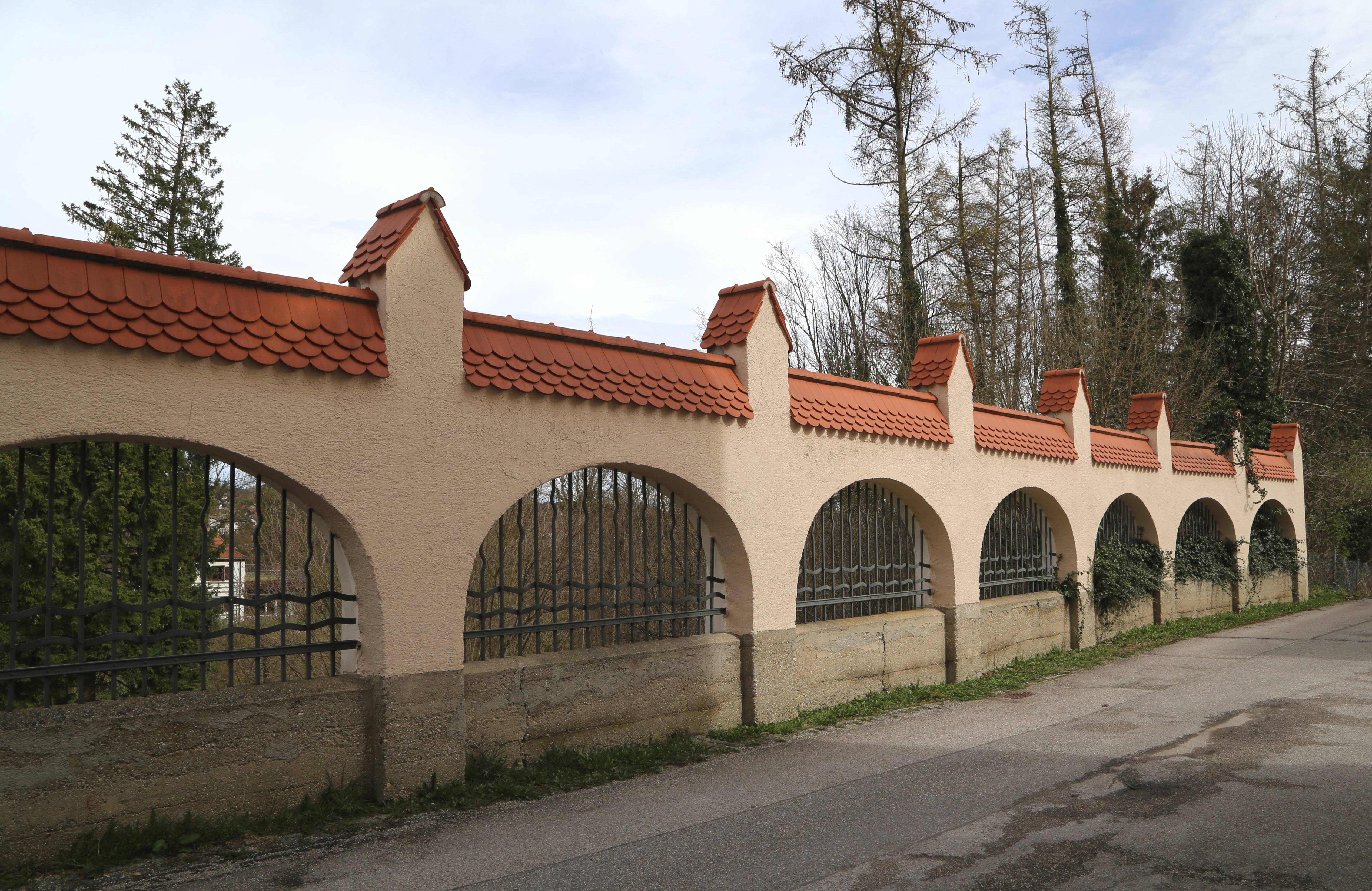
Einfriedungsmauer mit Chaperon aus Biberschwanzziegeln
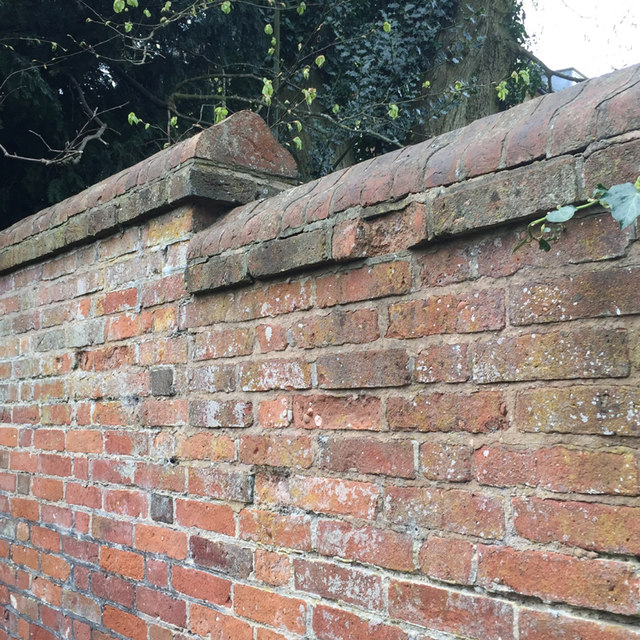
Chaperon mit Ziegelformsteinen